# Descubriendo a Astrid
Descubriendo a Astrid (en sueco: Unga Astrid, en danés: Unge Astrid) es una película dramática biográfica de 2018 sobre los primeros años de vida de la autora sueca Astrid Lindgren. Una coproducción internacional entre Suecia y Dinamarca, la película está dirigida por Pernille Fischer Christensen, a partir de un guion coescrito por Christensen y Kim Fupz Aakeson, y está protagonizada por Alba August y Maria Fahl Vikander como encarnaciones joven y mayor de Lindgren, junto a Maria Bonnevie, Magnus Krepper, Trine Dyrholm, Henrik Rafaelsen y Björn Gustafsson.
La película se estrenó en el 68.º Festival Internacional de Cine de Berlín el 21 de febrero de 2018 y se estrenó en cines en Suecia el 14 de septiembre de 2018, así como en Dinamarca el 31 de enero de 2019.

## Sinopsis
Niños de todo el mundo escriben cartas a Astrid Lindgren (Maria Fahl Vikander), lo que la hace soñar con su juventud en Småland. Cuando ella (Alba August) trabajaba en Vimmerby tidning, se enamora del jefe de redacción, Reinhold Blomberg (Henrik Rafaelsen), que es 30 años mayor que ella. Ella queda embarazada de un hijo: Lars. Como madre soltera, elige dar a luz a su hijo en Copenhague, donde no tuvo que revelar el nombre del padre.
Su hijo pasó sus primeros años en una familia adoptiva danesa. En el Royal Automobile Club, Astrid conoció a Sture Lindgren (Björn Gustafsson), quien luego sería su esposo.

## Reparto
- Alba August como Astrid Ericsson
  - Maria Fahl Vikander (sv) como Astrid mayor
- Maria Bonnevie como Hanna Ericsson, madre de Astrid
- Magnus Krepper como Samuel August Ericsson, el padre de Astrid
- Henrik Rafaelsen (fr, no, sv) como Reinhold Blomberg (sv), editor en jefe de la revista Vimmerby y padre de su hijo Lars
- Trine Dyrholm como la madre adoptiva danesa de Lars
- Björn Gustafsson como Sture Lindgren, el último esposo de Astrid
- Li Brådhe como propietario
- Mira Mitchell como Berta
- Sofia Karemyr como Madicken

## Producción
El rodaje principal tuvo lugar en el Palacio Marquardt en Potsdam, Brandeburgo, Alemania, así como en Västra Götaland, en Suecia.

## Estreno
Después de su estreno en el 68.º Festival Internacional de Cine de Berlín, Descubriendo a Astrid se proyectó en el Festival Internacional de Cine de Chicago, donde Music Box Films compró los derechos de distribución en América del Norte. La película recibió un estreno teatral limitado el 23 de noviembre de 2018.

### Reseña crítica
La película recibió elogios de la crítica. En el sitio web de reseñas Rotten Tomatoes, tiene un índice de aprobación del 96 % basado en 28 reseñas, con una calificación promedio de 7.1/10. El consenso crítico del sitio dice: «Descubriendo a Astrid rinde homenaje a la creadora de un querido personaje con una película biográfica que demuestra que la historia detrás de escena es igual de atractiva atemporal». En Metacritic, que asigna una calificación normalizada a las reseñas, tiene una puntuación promedio ponderada de 71 sobre 100, basada en 8 críticos, lo que indica «reseñas generalmente favorables».